# Daniil Dil'man
Daniil Olegovič Dil'man (in russo Даниил Олегович Дильман?; Novosibirsk, 26 febbraio 1996) è uno snowboarder russo.

## Biografia
In Coppa del Mondo ha esordito il 16 dicembre 2011 a Telluride (64ª).
Nel 2018 ha preso parte ai XXIII Giochi olimpici invernali a Pyeongchang venendo eliminato nelle batterie e concludendo in trentunesima posizione nella gara di snowboard cross.

## Palmarès

### Universiadi
- 1 medaglia:
  - 1 argento (snowboard cross a Krasnojarsk 2019)

### Mondiali juniores
- 2 medaglie:
  - 2 ori (snowboard cross a Chiesa in Valmalenco 2014; snowboard cross a Yabuli 2015)

### Coppa del Mondo
- Miglior piazzamento nella Coppa del Mondo di snowboard cross: 26º nel 2016